# Riverdance: Egy táncos kaland
A Riverdance: Egy táncos kaland (eredeti cím: Riverdance: The Animated Adventure) 2021-es számítógépes animációs kalandfilm, amelyet a Riverdance című táncos show ihletett. A filmet a Cinesite készítette a River Productions és az Aniventure számára.
Az Egyesült Királyságban 2021. május 28-án mutatta be a Sky Cinema, az Amerikai Egyesült Államokban pedig 2022. január 14-én vált elérhetővé a Netflixen.

## Cselekmény
A történet középpontjában egy Keegan nevű ír kisfiú áll, akinek nagyapja (közismert táncos) halála után megszakad a szíve. Ő és spanyol barátja, Moya egy varázslatos világba utazik, hogy megismerjék a Riverdance-t, valamint a gonosz Vadász veszélyeit.

## Szereplők
| Szerep             | Eredeti hang         | Magyar hang                  |
| ------------------ | -------------------- | ---------------------------- |
| Patrick / Nagypapa | Pierce Brosnan       | Faragó András / Tarján Péter |
| Keegan             | Sam Hardy            | Kerekes Máté                 |
| Moya               | Hannah Herman Cortes | Mayer Szonja                 |
| Penny              | Lilly Singh          | F. Nagy Eszter               |
| Benny              | Jermaine Fowler      | Varga Rókus                  |
| Nagymama           | Pauline McLynn       | Menszátor Magdolna           |
| Margot             | Aisling Bea          | Peller Mariann               |
| A vadász           | Brendan Gleeson      | Törköly Levente              |
| A kapuőr           | John Kavanagh        |                              |

## A film készítése
A film forgatása 2020 februárjában kezdődött, a becsült költségvetés 35 millió euró volt.
Miután a film megkapta a finanszírozást, bejelentették Pierce Brosnan, Aisling Bea, Brendan Gleeson, Pauline McLynn, John Kavanagh és Lilly Singh csatlakozását a szereplőgárdához. Dave Rosenbaum és Eamonn Butler a rendezők, Brosnan pedig "Patrick" és "Nagyapa" hangját kölcsönzi. A Deadline Hollywood szerint Gleeson és Kavanagh a filmben a gonoszok hangját adják, bár Kavanagh végül egy jóindulatú karaktert kapott.
A film zenéjét az ír zeneszerző, Bill Whelan szerezte.

## Fordítás
- Ez a szócikk részben vagy egészben  a   Riverdance: The Animated Adventure című angol Wikipédia-szócikk fordításán alapul.  Az eredeti cikk szerkesztőit annak laptörténete sorolja fel. Ez a jelzés csupán a megfogalmazás eredetét és a szerzői jogokat jelzi, nem szolgál a cikkben szereplő információk forrásmegjelöléseként.